# 鄭裕玲
鄭裕玲（英語：Carol Cheng Yu Ling，1957年9月9日—），暱稱DoDo（嘟嘟），人稱Do姐或DoDo姐，為香港女演員、節目主持及配音員，曾為無綫電視部頭合約藝人（專門主持節目），亦為「至八會」成員之一，同時也是會中的「班長」，香港電影金像獎及台灣電影金馬獎雙料影后、香港視后，她亦為首位奪得影后視后大滿貫的女藝人。
她是香港史上首位及2000年至2019年間唯一集影、視於一身的女藝人，於2003年起不再拍攝任何電視劇和電影，故2000年電視劇《男親女愛》及2002年電影《慳錢家族》為其最後參演的影視作品。其後多為無綫電視主持大型特備節目，以及在商業二台叱咤903主持節目《口水多過浪花》；2019年1月31日於香港星光大道重開後成為巨星掌印表揚計劃的第109位參與者。

## 簡歷
鄭裕玲原籍四川自贡，成長於香港。自小入讀英文幼稚園、小學及中學。鄭的其中一名胞弟鄭裕德曾參演1981年的電影《父子情》，其童年時居於尖沙咀，幼年時即形成自力更生的独立性格。從小喜歡與家人看戲。鄭裕玲曾就讀聖加大利女書院小學部（位於尖沙咀柯士甸道144號未搬遷至九龍塘前的舊校）和德望學校中學部（1975年中五），在校時成績優異，尤其是英國語文科，在香港中學會考中取得A級成績。香港通訊事務管理局前主席及香港律師會前會長王桂壎曾是其英國文學及經濟科老師。另外她因受其偶像宗毓華的影響，鄭裕玲曾夢想成為新聞女主播。

## 事業生涯

### 佳藝電視時期（1975年－1978年）
鄭裕玲1975年考畢香港中學會考，因其家庭經濟欠佳，被逼放棄前往美國就讀新聞系及兒時夢想。當時香港正興起本土電視文化，吸引她成為電視藝員。鄭裕玲因為參加會考，錯過電視廣播有限公司招考藝員訓練班的報考日期，結果考入佳藝電視藝員訓練班。
訓練班畢業後，鄭裕玲獲佳視簽約，成為旗下基本合約女藝員。在佳藝電視首年未獲重用，只獲派報時、配音等幕後工作。鄭裕玲當時感到失望，慶幸獲得垂青她的佳視訓練班老師黃霑和簡而清鼓勵，後者公開讚揚鄭裕玲有潛質，使其繼續留於電視圈發展。1976年走到幕前，主持年青人節目《這一代》及在電視劇《急症室》中演出。1978年周梁淑怡和葉潔馨等從無綫電視入主佳藝電視後即獲力捧，獲加薪一倍，並有機會演出時裝劇《名流情史》和徐克執導的古裝劇《金刀情俠》等，大大提高知名度 。
在《名流情史》中，鄭裕玲罕有穿著三點式泳裝作大膽演出，令不少觀眾嘩然。1978年8月，佳藝電視因財政問題倒閉後，獲方逸華邀請加盟無綫電視，演藝事業正式起飛。

### 無綫電視時期（1978年至1987年）
1978年加入無綫電視，鄭裕玲迅速夥拍譚詠麟和玉石樂隊的大L林子祥主持《Bang Bang咁嘅聲》。同年底首次在無綫電視演出甘國亮監製編導的《孖生姊妹》。
1979年，鄭裕玲與譚詠麟、汪明荃、鄭少秋拍攝電視劇《天虹》，以及於甘國亮編導的短篇劇集《過埠新娘》中擔任女主角。著名導演許鞍華及甘國亮又找了鄭裕玲拍廉政公署單元劇《黑白》。這是鄭裕玲與甘國亮第三次合作，亦是首次與繆騫人合作。鄭裕玲同時接拍香港電台電視劇《獅子山下》中兩個單元劇：方育平執導的《夢的選擇》及許鞍華執導的《路》。
鄭裕玲與周潤發演出電視劇《網中人》飾演方希文一角。鄭裕玲過往均以長直髮示人，直至《網中人》時，跟隨當時因花拉·科茜 掀起的「花拉頭」熱潮，電了一把波浪捲髮。當時劇集非常重視「富家女」角色，在過往劇集中扮演這角色之人皆由當時得令的女星擔任，如繆騫人等。鄭裕玲首次飾演「富家女」，代表演技和地位初獲肯定。
劇情本是程緯（周潤發 飾）與賀縈（繆騫人 飾）為一對，方希文單戀程緯，最後退出三角戀。但繆騫人突然辭演成就了他們，後來劇情發展安排程緯與歐曉華（歐陽佩珊 飾）成為一對，但觀眾要求程緯與方希文一起，結果徇眾要求成為一對 。劇集大獲成功，鄭裕玲演技備受肯定，與周潤發成為觀眾眼中最佳、最有默契的銀幕情侶。《網中人》是鄭裕玲成名作，也是事業上首個高峰，紅透半邊天。之後與周潤發情侶檔拍攝多部作品，例如《親情》、《鱷魚潭》等，均深受觀眾寵愛，成為電視台一線花旦，也是劇集收視福將。
1980年代起，接拍多部膾炙人口的電視劇，包括《流氓大亨》、《星塵》、《鍾無艷》等近40部作品。1986年《倚天屠龍記》中飾演殷素素一角，至今仍被許多人視為最佳版本，演技爐火純青。除周潤發外，在80年代中期找到另外一位熒幕拍檔萬梓良，兩人合演《流氓大亨》和《生命之旅》。
1987年《生命之旅》更打入國內的市場，
。
八十年代起，鄭裕玲已擔任不少大型綜藝節目司儀，包括1982年至1984和1986年至1988年六年夥拍汪明荃、何守信等主持台慶。鄭裕玲形象健康、高貴和專業，成為不少廣告商寵兒，曾為康泰旅行社、京都念慈菴川貝枇杷膏擔任代言人。1989年英国查爾斯王子和戴安娜王妃訪港，鄭裕玲獲邀成為演藝界唯一代表，地位超然。

### 轉戰電影圈（1987年至2002年）
- 1987年－1992年：電影大姐大「鄭九組」

鄭裕玲是80-90年代電影票房最高女星之一。鄭裕玲於1987年離開無綫電視，從電視圈走到電影圈 。其實早於1983年已經首與周潤發合演電影《花城》，獲得《香港電影金像獎》最佳新人獎（現稱最佳新演員），乃首個由藝員訓練班出身奪得金像獎的演員。在高峰時期，曾創下一星期內趕九組戲的記錄，故人稱「鄭九組」。鄭裕玲的名字亦是票房保證。因為當時有電影公司拖欠演員的片酬，鄭裕玲擔心尾期片酬能否付上，感情況不妙，便即停止拍攝工作，直至追回片酬，因而有「娛圈鐵娘子」之稱。
- 1987年至今：電影頒獎典禮司儀

鄭裕玲從1987年起曾任多次香港電影金像獎頒獎典禮和金馬獎頒獎典禮司儀，熱心支持電影頒獎禮。
- 1988年及1991年：雙料影后

鄭裕玲是香港電影黃金時期最紅、片酬、拍片最多的女演員。曾主演多部電影，包括《飛鷹計劃》、《豪門夜宴》、《表姐，你好嘢！》系列、《八星報喜》等。1988年，主演的《月亮星星太陽》榮獲《第25屆金馬獎》最佳女主角。1991年再憑喜劇《表姐，妳好嘢！》飾演表姐一角榮獲《第10屆香港電影金像獎》最佳女主角，是金像獎首位喜劇影后。
- 2002年：影視最後作品

2002年自拍畢電影《慳錢家族》後沒有參演任何電視劇及電影，電影成為鄭裕玲最後參演的影視作品（页面存档备份，存于）。

### 重返無綫電視（1992年至2022年）
- 1992年－1999年：回流香港，多元發展

1990年代初至中期，鄭裕玲為了休息而短暫移民加拿大溫哥華，之後回流。鄭裕玲承認移民是錯誤決定，當中花費不少金錢。
1992年，鄭裕玲回港後繼續於重返無綫電視服務，在擔任13集清談節目—《鄭裕玲星夜傾情》主持人，首集訪問嘉賓是當時剛宣布退出樂壇的梅艷芳。其後主持《全線大搜查》、《今夜咀不停》、《人生交叉點》、《城市追擊》等節目及演出電視劇《新上海灘》。其中為抗衡由亞視製作的娛樂節目《今日睇真D》 ，無綫派出鄭裕玲等主持《城市追擊》。
- 2000年：視

2000年，未有接拍電視劇多年的鄭裕玲，跟喜劇演員黃子華搭檔的千禧處境喜劇《男親女愛》，擔任女主角並飾演律師毛小慧（Miss Mo）一角 。該組合在播出後，旋即大受討論，紅透香港。其收視率數周排名第一，大結局創下最高50點的收視紀錄，後來由《大長今》、《宮心計》及《溏心風暴之家好月圓》所持平。此外，該劇為無綫電視歷年收視率最高的處境電視劇。憑著該劇集獲得《萬千星輝賀台慶2000》「本年度我最喜愛的女主角」及「本年度我最喜愛的電視角色」，使其事業又創另一高峰，成為香港首個集影、視於一身的女藝員，直至2020年舉行的萬千星輝頒獎典禮才有另一位女藝人惠英紅能夠持平鄭裕玲的記錄。同年底舉行50場的《男親女愛舞臺劇》，是其首次演出舞臺劇，至目前為止《男親女愛》是唯一舉行舞臺劇的劇集。
- 2001年－2002年：CNN、 CNBC及BBC訪問

鄭裕玲創下了不少紀錄：無綫電視首位接受三間國際電視台CNN、 CNBC及BBC訪問的藝員；2001年獲英國電視台BBC點名指定擔任智力問答節目：《一筆OUT消》〈港版The Weakest Link〉的主持，一共主持了108集。當時亞視的智力問答節目《百萬富翁》收視報捷，大勝無綫，代表無綫的鄭裕玲臨危受命上戰場，其驅逐參賽者的口頭禪是「你係眾望所歸、冇得留低。你要一筆OUT消，Goodbye！」。最後，《一筆OUT消》收視比《百萬富翁》為高，為無綫搶回收視。2001年鄭裕玲首次成為十大電視藝人第一位，同年獲得《十大傑出衣着人士》獎項。2002年獲新加坡新傳媒第五頻道邀請拍攝英文處境劇《嘟姐駕到》(Oh, Carol!) 。因反應熱烈，再度加開《嘟姐駕到II》 (Oh, Carol! II) 。
- 2003年－2010年：綜藝主持

2003年宣布永遠不再拍劇，如今主要擔任綜藝節目、大型特備節目等的司儀及主持工作，曾為無綫電視台柱之一。
- 2011年－2014年：電台主持

鄭裕玲開始進軍電臺主持，2011年下半年簽約香港商業電臺（香港簡稱商台），與少爺占（甄子康）和Donald（唐劍康）一起主持商台二台節目《口水多過浪花》，為商台收聽率最高的節目。
同年，鄭裕玲在《萬千星輝頒獎典禮2012》獲無綫電視頒發「傑出演員大獎」，肯定及嘉許她在演藝圈中的貢獻及付出。
- 2015年－2022年：綜藝天后

鄭裕玲於2015年拍攝旅遊節目《Do姐去Shopping》，首集播映後旋即大受討論，節目大獲好評，人氣急升。同年《萬千星輝頒獎典禮2015》取得最佳綜藝及特備節目及提名最佳節目主持。2016年，鄭裕玲與組合農夫主持節目《Do姐有問題》，大受歡迎，三人互動有默契，收視成績不俗，鄭裕玲與農夫這對組合深受觀眾們的愛戴，鄭裕玲與農夫以組合型式在不同大型節目擔任司儀，合作無間。同年，鄭裕玲與農夫主持的《Do姐有問題》在星和無綫電視大獎獲《我最愛TVB綜藝節目主持人奬》及《萬千星輝頒獎典禮2016》取得最佳節目主持。在2019年1月31日於香港星光大道重開後，鄭裕玲成為巨星掌印表揚計劃，第109位參與者，手印位於尖沙咀星光大道中。
- 2022年：離巢無綫電視

2022年10月21日，鄭裕玲在電台節目《口水多過浪花》中，宣佈表示自己跟電視台的無綫電視藝員合約即將屆滿後完結，不再延續合約而正式離開服務44年的無綫電視，成為香港電視廣播史上以來首位服務年資最長的40餘年離巢藝員。其曾長期代言的康泰旅行社亦宣佈清盤。

### 自由身（2022年至今）
- 鄭裕玲離巢後，拍攝HOY TV 旅遊節目《去邊啊Do姐》，節目中，Do姐簽「生死狀」登戰機飛越阿爾卑斯山，節目播出後收獲大量好評！
- 鄭裕玲於2022年底起多次打入由Cloudbreakr -亞洲網紅行銷平台選出《十大社交媒體影響力指數》，成為受社會及網民歡迎的人物。
- 2023年6月，鄭裕玲開設了YouTube Channel—「The Do Show」，首集Youtube影片為訪問周潤發。鄭裕玲的頻道《The Do Show》創立不足半年，奪得YouTube年度「十大熱門創作者」及「十大人氣創作者」第1位，「十大熱門影片」第5位，再度刷新YouTube紀錄。鄭裕玲受訪時多謝支持她的網民，一眾subscriber及所有受訪者信任，她的功勞都歸於幕後兩位年青人。[18]
- 2024年2月，鄭裕玲獲華納兄弟邀請到荷里活觀看《沙丘：第二部》，並訪問導演丹尼·維勒納夫及主演提摩西·夏勒梅、千黛亞等等。

## 感情生活
鄭裕玲童年時父母的婚姻悲劇，在她心中留下巨大創傷和陰影，至今篤信一生不婚不生。
1980年代，鄭裕玲曾與香港著名創意文化人甘國亮相戀十年。1990年代與歌手呂方戀愛，2005年兩人公開表示有「不結婚，不生育」的共識，但兩人存在不少差異，例如鄭裕玲習慣早睡早起、少應酬，但呂方朋友多、喜歡熬夜同樂。兩人2008年10月分手，結束長達18年的姊弟戀。雙方指是經過詳談後的決定，未來仍是好朋友。
鄭裕玲圈中朋友眾多。近年，多參與由汪明荃、毛舜筠、林建明、顧紀筠、馮美基、江欣燕、朱慧珊、曾華倩與寇鴻萍等人組成的至八會活動，鄭裕玲為會中的「班長」。

## 演出作品

### 電視劇

#### 佳藝電視
| 首播   | 劇集名稱 | 角色     | 性質       | 備註 |
| ------ | -------- | -------- | ---------- | ---- |
| 1976年 | 神鵰俠侶 | 公孫綠萼 | 女配角     |      |
| 1977年 | 仙鶴神針 | 雲蘿公主 | 閑角       |      |
| 1977年 | 碧血劍   | 溫珍     | 閑角       |      |
| 1977年 | 紅樓夢   | 司棋     | 女配角     |      |
| 1977年 | 鹿鼎記   | 阿琪     | 女配角     |      |
| 1978年 | 名流情史 | 張海華   | 第二女主角 |      |
| 1978年 | 金刀情俠 | 丁玲玲   | 第二女主角 |      |

#### 無綫電視
| 首播   | 劇集名稱   | 角色     | 性質       | 備註 |
| ------ | ---------- | -------- | ---------- | ---- |
| 1978年 | 孖生姊妹   |          | 女配角     |      |
| 1979年 | 天虹       | 任藹華   | 第二女主角 |      |
| 1979年 | 下一代     |          | 第一女主角 |      |
| 1979年 | 過埠新娘   | 易芳蓉   | 第一女主角 |      |
| 1979年 | 網中人     | 方希文   | 第一女主角 |      |
| 1980年 | 親情       | 周彤     | 第一女主角 |      |
| 1980年 | 輪流傳     | 黃影霞   | 女主角之一 |      |
| 1980年 | 勢不兩立   | 高繼敏   | 第一女主角 |      |
| 1981年 | 過客       | 范玉瑩   | 第一女主角 |      |
| 1981年 | 逐個捉     | 夏琳琳   | 第一女主角 |      |
| 1981年 | 鱷魚潭     | 凌若華   | 第一女主角 |      |
| 1981年 | 火鳳凰     | 董舜華   | 第一女主角 |      |
| 1982年 | 星塵       | 舒敏     | 第一女主角 |      |
| 1982年 | 荊途       | 樂家欣   | 第一女主角 |      |
| 1982年 | 錯結良緣   | 阮文清   | 第一女主角 |      |
| 1983年 | 警花出更   | 張皚明   | 第一女主角 |      |
| 1984年 | 超越愛情線 | 特別出演 |            |      |
| 1984年 | 家有嬌妻   | 邵紀君   | 第二女主角 |      |
| 1985年 | 呂四娘     | 呂四娘   | 第一女主角 |      |
| 1985年 | 種計       | 侯舒容   | 第一女主角 |      |
| 1985年 | 開心女鬼   | 楊巧兒   | 第一女主角 |      |
| 1985年 | 鍾無艷     | 鍾無艷   | 第一女主角 |      |
| 1985年 | 金裝鍾無艷 | 鍾無艷   | 第一女主角 |      |
| 1985年 | 執位夫妻   | 關麗華   | 第一女主角 |      |
| 1985年 | 楊家將     | 何仙姑   | 特別出演   |      |
| 1986年 | 流氓大亨   | 宋楚翹   | 第一女主角 |      |
| 1986年 | 影         | 阿珠     | 第一女主角 |      |
| 1986年 | 倚天屠龍記 | 殷素素   | 特別演出   |      |
| 1987年 | 生命之旅   | 谷海敏   | 第一女主角 |      |
| 1987年 | 吾妻十三點 | 金銀珠   | 第一女主角 |      |
| 1987年 | 謫仙記     | 李彤     | 第一女主角 |      |
| 1989年 | 金裝季節   | 李淑英   | 特別出演   |      |
| 1996年 | 新上海灘   | 蘇七巧   | 第一女主角 |      |
| 2000年 | 男親女愛   | 毛小慧   | 第一女主角 |      |

#### 香港電台
| 首播   | 劇集名稱               | 角色        | 性質       | 備註 |
| ------ | ---------------------- | ----------- | ---------- | ---- |
| 1977年 | 獅子山下之夢的選擇     | 伍小楓      | 單元女主角 |      |
| 1978年 | 獅子山下之路           | 阿芳        | 單元女主角 |      |
| 1978年 | 屋簷下之阿琼的故事     | 芬          | 單元女主角 |      |
| 1980年 | 百合花之變（上、下集） | 許容/許司棋 | 第一女主角 |      |
| 1980年 | 獅子山下之疑犯         |             | 第一女主角 |      |
| 1989年 | 鏗鏘集之千言萬語       | 聾啞導師    | 特別客串   |      |

#### 中視
| 首播   | 劇集名稱 | 角色   | 性質       | 備註 |
| ------ | -------- | ------ | ---------- | ---- |
| 1995年 | 愛在他鄉 | 李秀中 | 第一女主角 |      |

#### 新傳媒
| 首播   | 劇集名稱    | 角色             | 性質       | 備註 |
| ------ | ----------- | ---------------- | ---------- | ---- |
| 2002年 | 嘟姐駕到    | 鄭裕玲（DoDo姐） | 第一女主角 |      |
| 2003年 | 嘟姐駕到 II | 鄭裕玲（DoDo姐） | 第一女主角 |      |

#### 其他
| 首播   | 劇集名稱     | 角色                 | 性質       | 備註 |
| ------ | ------------ | -------------------- | ---------- | ---- |
| 1979年 | ICAC之黑白   | 鄭裕玲（調查員）     | 第一女主角 |      |
| 1979年 | ICAC之男子漢 | 楊立清（石偉烈女友） | 第一女主角 |      |

### 電影
| 年份   | 片名                      | 角色                | 合作演員                                                                      | 備註                     | 性質           |
| 1983年 | 花城                      | 夏菁                | 周潤發、夏文汐、張國柱、馬斯晨                                                |                          | 第一女主角     |
| 1986年 | 你情我願                  | 汪蝶蝶              | 周潤發、黃韻詩                                                                |                          | 第一女主角     |
| 1987年 | 天賜良緣                  | 金如意              | 張學友、鄧碧雲、張曼玉、夏文汐、陳百祥                                        |                          | 第一女主角     |
| 1987年 | 精裝追女仔                | 美容師              | 張曼玉                                                                        |                          | 特別客串       |
| 1987年 | 神奇兩女俠                | 梁好逑              | 葉童、王敏德                                                                  |                          | 兩大女主角之一 |
| 1987年 | 美男子                    | 伍小姐              | 吳耀漢、董驃、沈殿霞、黃韻詩、何美婷                                          |                          | 第一女主角     |
| 1988年 | 赤膽情                    | Jenny               | 李修賢、王小鳳、午馬、林威、張繼聰                                            |                          | 第一女主角     |
| 1988年 | 八星報喜                  | 鄭飄紅              | 周潤發、黃百鳴、張學友、馮寶寶、 袁潔瑩、鍾楚紅、李香琴、曹查理               |                          | 四大女主角之一 |
| 1988年 | 吉屋藏嬌                  | 嘉雯                | 爾冬陞、鄭丹瑞、利智、唐麗球、盧海鵬                                          |                          | 第一女主角     |
| 1988年 | 撞邪先生                  | 曾小雨              | 鍾鎮濤、萬梓良、鄧碧雲、邱淑貞、陳百祥、王晶、吳鎮宇                          |                          | 第一女主角     |
| 1988年 | 月亮星星太陽              | Porsche             | 鍾楚紅、張曼玉、胡 錦                                                         |                          | 三大女主角之一 |
| 1988年 | 特警屠龍                  | 何雪玲              | 張學友、任達華、吳孟達、甄子丹、梁家仁、溫碧霞                                |                          | 第一女主角     |
| 1988年 | 女子監獄                  | 李玉蓮（姣婆蓮）    | 夏文汐、馮寶寶、陳奕詩、陳加玲                                                |                          | 第一女主角     |
| 1988年 | 三人世界                  | 朱麗娥              | 林子祥、周慧敏、關之琳                                                        |                          | 第一女主角     |
| 1988年 | 法中情                    | 葉穎文              | 萬梓良、王祖賢、林俊賢、劉美君                                                |                          | 第一女主角     |
| 1988年 | 最佳損友闖情關            | Miss佘 眼鏡蛇       | 劉德華、陳百祥、馮粹帆、曹查理、吳啟華、關之琳                                |                          | 第一女主角     |
| 1989年 | 夜瘋狂                    |                     | 李美鳳、陳奕詩、馮粹帆                                                        | 台：悍妞闖錢關           | 第一女主角     |
| 1989年 | 神勇雙妹嘜                | 梁醒波              | 張曼玉、林俊賢、陳百祥、曹查理、潘震偉                                        | 台：小迷糊大進擊         | 第一女主角     |
| 1989年 | 火燭鬼                    | 女鬼羅鳳玲(阿玲)    | 鍾鎮濤、午馬、黎燕珊、黃霑                                                    | 台：表哥到續集           | 第一女主角     |
| 1989年 | 打工狂想曲                | Becky               | 王祖賢、林憶蓮、爾冬陞、張國強、鄭浩南                                        | 台：蝸年上班族           | 第一女主角     |
| 1989年 | 小男人周記                | 許鞍華(Ann Hui)     | 鄭丹瑞、鍾楚紅、李美鳳、胡慧中、周美鳳、鄧萃雯                                |                          | 第一女主角     |
| 1989年 | 單身貴族                  | Fion張              | 張學友、王敏德、王文君                                                        |                          | 第一女主角     |
| 1989年 | 最佳男朋友                | 樂家琪              | 林子祥、劉德華、陳雅倫                                                        |                          | 第一女主角     |
| 1990年 | 三人新世界                | 朱麗娥              | 林子祥、周慧敏、張曼玉                                                        |                          | 第一女主角     |
| 1990年 | 小男人週記 II 錯在新宿    | 許鞍華(Ann Hui)     | 鄭丹瑞、關之琳、文雋、周美鳳、黎彼得、曾江                                    |                          | 第一女主角     |
| 1990年 | 祝福                      | 貝寶如              | 秦漢、葉蘊儀、黃霑、陳奕詩、李家聲                                            |                          | 第一女主角     |
| 1990年 | 洗黑錢                    | 陳佩華              | 甄子丹、關之琳、吳大維、仇雲波、周景揚                                        |                          | 第一女主角     |
| 1990年 | 古惑大律師                |                     | 張堅庭、梁家輝、劉嘉玲、吳家麗、方 剛                                         | 台：搞怪大律師           | 第一女主角     |
| 1990年 | 表姐，你好嘢！            | 鄭碩男              | 張堅庭、梁家輝、林 蛟                                                         | 台：表姐，你好           | 第一女主角     |
| 1990年 | 老婆，妳好嘢              | Sue                 | 曾志偉、鄭浩南 、陳雅倫                                                       |                          | 第一女主角     |
| 1990年 | BB30                      | 鄭可愛              | 鍾鎮濤、關秀媚、陳惠敏、許紹雄、林祖輝、苑瓊丹、駱應鈞                        |                          | 第一女主角     |
| 1991年 | 飛鷹計劃                  | Ada                 | 成龍、伊華歌寶、池田昌子                                                      |                          | 第一女主角     |
| 1991年 | 賭霸                      | 有喜                | 梅艷芳、吳孟達、盧冠廷、秦沛、劉鎮偉、成奎安                                  |                          | 第一女主角     |
| 1991年 | 表姐妳玩嘢                |                     | 郭富城、胡慧中、萬梓良、任達華、吳孟達、黎姿                                  | 台：                     | 第一女主角     |
| 1991年 | 表姐，妳好嘢！續集        | 鄭碩男              | 張堅庭、李子雄、林 蛟                                                         | 台：表姐，你好2          | 第一女主角     |
| 1991年 | 契媽唔易做                | 張文靜              | 梁家輝、吳孟達、鄭柏林                                                        | 台：表姐當家             | 第一女主角     |
| 1991年 | 黐線枕邊人                | 鄭玲玲              | 洪金寶、高麗虹、于 莉、鄒兆龍                                                 | 台：老么真命苦           | 第一女主角     |
| 1991年 | 豪門夜宴                  | Mimi                | 曾志偉、吳耀漢、洪金寶、關之琳 梁家輝、梁朝偉、岑建勳、張學友                 |                          | 第一女主角     |
| 1992年 | 吳三桂與陳圓圓            | 吳桂芳              | 鄭丹瑞、楊玉梅                                                                |                          | 第一女主角     |
| 1992年 | 三人做世界                | 朱麗娥              | 林子祥、周慧敏                                                                |                          | 第一女主角     |
| 1992年 | 草莽英雌                  | 阿Dee／石堅         | 羅美薇、鍾鎮濤、陳惠敏、黃光亮、惠天賜                                        |                          | 第一女主角     |
| 1992年 | 我愛扭紋柴                | 郭飛螢              | 周潤發、劉嘉玲、毛舜筠、黃秋生                                                | 台：流氓大亨2 流氓遇到兵 | 第一女主角     |
| 1992年 | 阿二一族                  | 辛阿儀(阿儀)        | 洪欣、陳曉瑩、符鈺晶                                                          | 台：阿姨湯丸             | 第一女主角     |
| 1992年 | 表姐，妳好嘢！3之大人駕到 | 鄭碩男              | 張堅庭、陳松勇、黃秋生                                                        | 台：表姐，你好3          | 第一女主角     |
| 1992年 | 噴火女郎                  | Tracy               | 鄭丹瑞、邱淑貞、葉德嫻、朱 江、黎小田                                         |                          | 第一女主角     |
| 1993年 | 黃飛鴻對黃飛鴻            | 雙番東              | 譚詠麟、曾志偉、吳孟達、毛舜筠、黃秋生                                        |                          | 第一女主角     |
| 1993年 | 黃蜂尾後針                | 劉豔娥              | 劉松仁、葉德嫻、鄭丹瑞、黃錦江                                                | 又名月滿抱奸人           | 第一女主角     |
| 1993年 | 武俠七公主                | 牛娃                | 劉松仁、張曼玉、楊紫瓊、張敏、吳君如 張衛健、任達華、吳孟達、陳加玲、關詠荷   | 台：武俠七公主之天劍絕刀 | 第一女主角     |
| 1993年 | 兩廂情願                  | 李帶好              | 任達華、胡大為、梁韻蕊、陸劍明                                                | 台：真假舞男             | 第一女主角     |
| 1994年 | 大富之家                  | 何守貞              | 劉青雲、袁詠儀、張國榮、梁家輝、毛舜筠 馮寶寶、李香琴、曹達華、關德興、黃百鳴 |                          | 女主角之一     |
| 1994年 | 表姐，你好嘢！4情不自禁   | 鄭碩男（Senyelgit） | 張堅庭、河國榮、吳君如                                                        | 台：表姐，你好4          | 第一女主角     |
| 1998年 | 花橋榮記                  | 榮蓉                | 林建華、郁芳、顧寶明                                                          |                          | 第一女主角     |
| 2002年 | 慳錢家族                  | Diana               | 曾志偉、楊千嬅、陳奕迅、陳子聰、黎耀祥                                        |                          | 第一女主角     |
| 2017年 | 小男人週記3之吾家有喜     | 許鞍華              | 鄭丹瑞                                                                        |                          | 聲音演出       |
| 2023年 | 超神经械劫案下            | 叱咤903电台主持     |                                                                               |                          | 聲音演出       |

### 舞台劇
| 年份   | 節目               | 備註       |
| 1981年 | 好朋友演唱會       | 司儀       |
| 1982年 | 星塵閃閃今晚夜     | 女主角     |
| 2000年 | 男親女愛舞台劇     | 第一女主角 |
| 2011年 | 蝦仔爹哋音樂舞台劇 | 友情客串   |

## 演唱會
| 年份   | 節目                 | 演出地點         |
| 1998年 | 汪明荃、鄭裕玲演唱會 | 馬來西亞雲頂劇場 |

## 主持

### 節目主持

#### 無綫電視
| 首播   | 節目名稱                                   | 備註         |
| ------ | ------------------------------------------ | ------------ |
| 1979年 | BANG BANG 咁嘅聲                           |              |
| 1980年 | 歡樂今宵（1979年－1987年）                 |              |
| 1980年 | 猴年朝氣話新春                             |              |
| 1980年 | 無綫節目主題曲大展                         |              |
| 1980年 | 百寶膠吹波大賽                             |              |
| 1980年 | 生力啤香港競飲大賽1980                     |              |
| 1983年 | 絲綢之路                                   |              |
| 1983年 | 龍鳳呈祥賀台慶1983                         |              |
| 1983年 | 歡樂滿東華1983                             |              |
| 1984年 | 龍鳳呈祥賀台慶1984                         |              |
| 1984年 | 歡樂滿東華1984                             |              |
| 1985年 | 健美小姐競選                               |              |
| 1986年 | 棋逢敵手                                   |              |
| 1986年 | 金鑽群星雙輝映                             |              |
| 1986年 | 電視小姐選舉                               |              |
| 1986年 | 龍鳳呈祥賀台慶1986                         |              |
| 1987年 | 第6屆香港電影金像獎                        |              |
| 1987年 | 香港太太競選1987                           |              |
| 1987年 | 超級新星競選1987                           |              |
| 1987年 | 龍鳳呈祥賀台慶1987                         |              |
| 1988年 | 博愛歡樂傳萬家1988                         |              |
| 1988年 | 萬千星輝賀台慶1988                         |              |
| 1989年 | 星光熠熠耀保良1989                         |              |
| 1991年 | 公益金輝慈善夜                             |              |
| 1992年 | 鄭裕玲星夜傾情                             |              |
| 1992年 | 十大勁歌金曲頒獎典禮1992                   |              |
| 1993年 | 十大勁歌金曲頒獎典禮1993                   |              |
| 1993年 | 公益金輝廿五年                             |              |
| 1993年 | 愛心匯聚今晚夜                             |              |
| 1993年 | Satchi至尊演唱會之情人知己濃情夜           |              |
| 1993年 | 星光熠熠耀保良1993                         |              |
| 1993年 | 減災扶貧閉幕匯演                           |              |
| 1993年 | 八美顯芳華                                 |              |
| 1993年 | 萬千星輝賀台慶1993                         |              |
| 1994年 | 第一屆金彩虹演藝紅人頒獎典禮               |              |
| 1994年 | 加港愛心連綫大行動                         |              |
| 1995年 | 1995年國際航空小姐選舉                     |              |
| 1996年 | 國際華裔小姐競選1996                       |              |
| 1996年 | 奧比斯愛心獻光明                           |              |
| 1996年 | 1996年國際航空小姐選舉                     |              |
| 1996年 | 今夜咀不停                                 |              |
| 1996年 | 香港金紫荊獎頒獎典禮                       |              |
| 1996年 | 萬千星輝賀台慶1996                         |              |
| 1997年 | 城市追擊（至1999年）                       |              |
| 1997年 | 人生交叉點                                 |              |
| 1997年 | 慈善星輝仁濟夜1997                         |              |
| 1997年 | 國際華裔小姐競選1997                       |              |
| 1997年 | 博愛歡樂傳萬家1997                         |              |
| 1997年 | 第一屆中文歌曲新秀歌唱大賽                 |              |
| 1997年 | 萬千星輝賀台慶1997                         |              |
| 1997年 | 歡樂滿東華1997                             |              |
| 1998年 | 慈善星輝仁濟夜1998                         |              |
| 1998年 | 明愛暖萬心1998                             |              |
| 1998年 | 星光熠熠耀保良1998                         |              |
| 1998年 | 蔡瀾遨遊三藩市                             |              |
| 1998年 | 清潔香港清王清霸頒獎禮                     |              |
| 1998年 | 歡樂滿東華1998                             |              |
| 1998年 | 第17屆香港電影金像獎                       |              |
| 1999年 | 全線大搜查                                 |              |
| 1999年 | 天地最前線（至2000年）                     |              |
| 1999年 | 精彩邁向2000年                             |              |
| 1999年 | 第18屆香港電影金像獎                       |              |
| 1999年 | 國際華裔小姐競選1999                       |              |
| 1999年 | 萬千星輝賀台慶1999                         |              |
| 1999年 | 智尊打吡賽（至2000年）                     |              |
| 1999年 | 歡樂滿東華1999                             |              |
| 2000年 | 香港小姐競選2000                           |              |
| 2000年 | 星光熠熠耀保良2000                         |              |
| 2000年 | 九鐵愛心動力九十載                         |              |
| 2001年 | 國際華裔小姐競選2001                       |              |
| 2001年 | 公務員同心協力為公益                       |              |
| 2001年 | 一筆OUT消                                  | 香港版主持人 |
| 2001年 | 第20屆香港電影金像獎                       |              |
| 2001年 | 萬千星輝賀台慶2001                         |              |
| 2002年 | 香港小姐競選2002                           |              |
| 2002年 | 星光熠熠耀保良2002                         |              |
| 2002年 | 萬千星輝賀台慶2002                         |              |
| 2002年 | 香港做得到                                 |              |
| 2002年 | 優質生活派                                 |              |
| 2003年 | 不一樣的對話                               |              |
| 2003年 | 不一樣的時刻                               |              |
| 2003年 | 梅艷芳真心相聚（梅艷芳去世前最後談話節目） |              |
| 2003年 | 梅艷芳特輯——最美麗的回憶                   |              |
| 2003年 | 萬眾同心公益金卅五年                       |              |
| 2003年 | 萬千星輝賀台慶2003                         |              |
| 2003年 | 第22屆香港電影金像獎                       |              |
| 2003年 | 第39屆金馬獎                               |              |
| 2003年 | 全城投入無綫節目2004                       |              |
| 2004年 | 第40屆金馬獎                               |              |
| 2004年 | 全城歡迎乒乓孖寶                           |              |
| 2004年 | 香港步步創高峰──決戰國金                   |              |
| 2004年 | 萬千星輝賀台慶2004                         |              |
| 2004年 | 葉蒨文瀟洒同行25年                         |              |
| 2004年 | 進軍雅典-燃點聖火雷霆夜                    |              |
| 2004年 | 萬眾同心公益金2004                         |              |
| 2004年 | 邵逸夫獎2004頒獎典禮                       |              |
| 2004年 | 無綫節目力量更強                           |              |
| 2004年 | 娛樂大搜查（星級專訪）                     |              |
| 2005年 | 四海同心送關懷                             |              |
| 2005年 | 愛心無國界演藝界大匯演                     |              |
| 2005年 | FANCL無添加跨越25年之護膚新智慧            |              |
| 2005年 | 馬會慈善知多少                             |              |
| 2005年 | 第24屆香港電影金像獎                       |              |
| 2005年 | 邵逸夫獎2005頒獎典禮                       |              |
| 2005年 | 萬眾同心公益金2005                         |              |
| 2005年 | 百法百眾第一、二輯                         |              |
| 2005年 | 香港先生選舉2005                           |              |
| 2005年 | 雛鳳重歌紫氣凝                             |              |
| 2005年 | 人氣節目2006                               |              |
| 2005年 | 冠軍人馬冠軍Show                           |              |
| 2005年 | 翡翠歌星賀台慶                             |              |
| 2005年 | 萬千星輝賀台慶2005                         |              |
| 2006年 | 百法百眾第三輯                             |              |
| 2006年 | 15/16（星級主持）                          |              |
| 2006年 | 積金投資識．析．適                         |              |
| 2006年 | 香港先生選舉2006                           |              |
| 2006年 | 愛心同行愛之夜2006                         |              |
| 2006年 | 和諧香港地                                 |              |
| 2006年 | 慈善星輝仁濟夜2006                         |              |
| 2006年 | 真係女人唔易做                             |              |
| 2006年 | 活得康健關海山                             |              |
| 2006年 | 萬眾同心公益金2006                         |              |
| 2006年 | 美女廚房（第17-18集）                      |              |
| 2006年 | 邵逸夫獎2006頒獎典禮                       |              |
| 2006年 | 翡翠歌星賀台慶                             |              |
| 2006年 | 萬千星輝賀台慶2006                         |              |
| 2006年 | 萬千星輝頒獎典禮2006                       |              |
| 2006年 | 無綫人氣節目2007                           |              |
| 2007年 | 不是帝后不聚頭                             |              |
| 2007年 | 同一首歌大型演唱會2007                     |              |
| 2007年 | 飲食天王頒獎典禮2007                       |              |
| 2007年 | 香港先生選舉2007                           |              |
| 2007年 | 童心同行愛之夜2007                         |              |
| 2007年 | 歡樂今宵團圓夜                             |              |
| 2007年 | 再會歡樂今宵                               |              |
| 2007年 | 星光熠熠耀保良2007                         |              |
| 2007年 | 香港各界婦女慶祝回歸十周年                 |              |
| 2007年 | 全港18區慶回歸普通話大賽                   |              |
| 2007年 | 香港回歸祖國十周年文藝晚會                 |              |
| 2007年 | 工商專業界慶回歸十周年基本法問答比賽       |              |
| 2007年 | 萬眾同心公益金2007                         |              |
| 2007年 | 邵逸夫獎2007頒獎典禮                       |              |
| 2007年 | 無綫電視台慶亮燈儀式                       |              |
| 2007年 | 翡翠歌星賀台慶                             |              |
| 2007年 | 萬千星輝賀台慶2007                         |              |
| 2007年 | 萬千星輝頒獎典禮2007                       |              |
| 2007年 | 無綫盛世節目2008                           |              |
| 2007年 | 京港心連心倒數迎奧運                       |              |
| 2007年 | 舞動奇跡第一季                             |              |
| 2008年 | 舞動奇跡第二季                             |              |
| 2008年 | 萬眾同心公益金2008                         |              |
| 2008年 | 「演藝界512關愛行動」大匯演                |              |
| 2008年 | 肥姐我們永遠懷念您                         |              |
| 2008年 | 脊髓再生愛心創明天                         |              |
| 2008年 | 第27屆香港電影金像獎                       |              |
| 2008年 | 香港全民迎聖火                             |              |
| 2008年 | 2008北京奧運直擊                           |              |
| 2008年 | 第45屆金馬獎                               |              |
| 2008年 | 香港先生選舉2008                           |              |
| 2008年 | 《明報周刊》40周年慶祝酒會                 |              |
| 2008年 | 《2008演藝動力大獎》頒獎禮                 |              |
| 2008年 | 星光熠熠耀保良2008                         |              |
| 2008年 | 邵逸夫獎2008頒獎典禮                       |              |
| 2008年 | TVB 41周年台慶亮燈                         |              |
| 2008年 | 翡翠歌星賀台慶                             |              |
| 2008年 | 萬千星輝賀台慶2008                         |              |
| 2008年 | 無綫節目時刻向前2009                       |              |
| 2008年 | 萬千星輝頒獎典禮2008                       |              |
| 2008年 | 第四十八屆國際小姐選美大賽2008             |              |
| 2009年 | 財智達人                                   |              |
| 2009年 | 萬眾同心公益金2009                         |              |
| 2009年 | 香港先生選舉2009                           |              |
| 2009年 | 星光熠熠耀保良2009                         |              |
| 2009年 | 善心滿載仁愛堂2009                         |              |
| 2009年 | 邵逸夫獎2009頒獎典禮                       |              |
| 2009年 | TVB 42周年台慶亮燈                         |              |
| 2009年 | 至8女人心                                  |              |
| 2009年 | 翡翠歌星賀台慶                             |              |
| 2009年 | 萬千星輝賀台慶2009                         |              |
| 2009年 | 萬千星輝頒獎典禮2009                       |              |
| 2009年 | 盛世歡騰賀國慶                             |              |
| 2009年 | 沙田月滿樂安居                             |              |
| 2009年 | 無綫繼續Good Show 2010                     |              |
| 2010年 | 逐格鬥                                     |              |
| 2010年 | 飲食天王頒獎典禮2010                       |              |
| 2010年 | 萬眾同心公益金2010                         |              |
| 2010年 | 博愛歡樂傳萬家2010                         |              |
| 2010年 | 演藝界情繫玉樹關愛行動大匯演               |              |
| 2010年 | 香港先生選舉2010                           |              |
| 2010年 | 星光熠熠耀保良2010                         |              |
| 2010年 | 邵逸夫獎2010頒獎典禮                       |              |
| 2010年 | 更上一層樓第9輯                            |              |
| 2010年 | TVB43周年台慶亮燈儀式                      |              |
| 2010年 | 國際中華小姐競選2010                       |              |
| 2010年 | 萬千星輝賀台慶2010                         |              |
| 2010年 | TVB快樂力量2011                            |              |
| 2010年 | 萬千星輝頒獎典禮2010                       |              |
| 2011年 | 更上一層樓第10輯                           |              |
| 2011年 | 愛心無國界311燭光晚會                      |              |
| 2011年 | 萬眾同心公益金2011                         |              |
| 2011年 | 華麗明星賽 - 絕地反擊戰                    |              |
| 2011年 | 香港先生選舉2011                           |              |
| 2011年 | 邵逸夫獎2011頒獎典禮                       |              |
| 2011年 | TVB非凡夢想節目巡禮2012                    |              |
| 2011年 | 萬千星輝賀台慶2011                         |              |
| 2011年 | 知法守法                                   |              |
| 2011年 | 萬千星輝頒獎典禮2011                       |              |
| 2011年 | 非凡夢想 邁向45周年                        |              |
| 2012年 | 財智達人2                                  |              |
| 2012年 | 博愛歡樂傳萬家2012                         |              |
| 2012年 | 700萬人的數字                              |              |
| 2012年 | 飲食天王頒獎典禮2012                       |              |
| 2012年 | 智強積金王                                 |              |
| 2012年 | 萬眾同心公益金2012                         |              |
| 2012年 | 2012翡翠歌星紅白鬥                         |              |
| 2012年 | 倫敦奧運開幕大派對                         |              |
| 2012年 | 迎海尋珍奪寶                               |              |
| 2012年 | 邵逸夫獎2012頒獎典禮                       |              |
| 2012年 | TVB45週年台慶亮燈儀式                      |              |
| 2012年 | 萬千星輝賀台慶2012                         |              |
| 2012年 | TVB凝聚力量節目巡禮2013                    |              |
| 2012年 | 萬千星輝頒獎典禮2012                       |              |
| 2013年 | 博愛歡樂傳萬家2013                         |              |
| 2013年 | TVB新春黃金慶典                            |              |
| 2013年 | 志在高興 志偉大派對                        |              |
| 2013年 | 萬眾同心公益金2013                         |              |
| 2013年 | 開心果永遠欣想妳演唱會                     |              |
| 2013年 | 星夢傳奇                                   |              |
| 2013年 | 2013香港小姐競選準決賽                     |              |
| 2013年 | 2013香港小姐競選決賽                       |              |
| 2013年 | 星光熠熠耀保良2013                         |              |
| 2013年 | 邵逸夫獎2013頒獎典禮                       |              |
| 2013年 | TVB46週年台慶亮燈儀式                      |              |
| 2013年 | 萬千星輝賀台慶2013                         |              |
| 2013年 | TVB創造傳奇節目巡禮2014                    |              |
| 2013年 | 萬千星輝頒獎典禮2013                       |              |
| 2014年 | 2013年度勁歌金曲頒獎典禮                   |              |
| 2014年 | 博愛歡樂傳萬家2014                         |              |
| 2014年 | 萬眾同心公益金2014                         |              |
| 2014年 | FIFA 巴西世界盃 – 開幕森巴嘉年華2014       |              |
| 2014年 | FIFA 巴西世界盃 – 決賽森巴嘉年華2014       |              |
| 2014年 | 2014香港小姐競選準決賽                     |              |
| 2014年 | 2014香港小姐競選                           |              |
| 2014年 | 星光熠熠耀保良2014                         |              |
| 2014年 | 邵逸夫獎2014頒獎典禮                       |              |
| 2014年 | 星和無綫電視大獎2014                       |              |
| 2014年 | 創新經典 TVB邁向48年                       |              |
| 2014年 | 超齡打工假期                               |              |
| 2014年 | 萬千星輝賀台慶2014                         |              |
| 2014年 | 譚詠麟笑唱人生40年                         |              |
| 2014年 | TVB創新經典節目巡禮2015                    |              |
| 2014年 | 萬千星輝頒獎典禮2014                       |              |
| 2014年 | 萬千星輝頒獎典禮 王者駕到                  |              |
| 2015年 | 2014年度勁歌金曲頒獎典禮                   |              |
| 2015年 | 國際中華小姐競選2015                       |              |
| 2015年 | 慈善星輝仁濟夜2015                         |              |
| 2015年 | 星光熠熠耀保良2015                         |              |
| 2015年 | 邵逸夫獎2015頒獎典禮                       |              |
| 2015年 | 萬眾同心公益金2015                         |              |
| 2015年 | 2015香港小姐首回戰                         |              |
| 2015年 | 2015香港小姐次回戰                         |              |
| 2015年 | 2015香港小姐競選                           |              |
| 2015年 | 星和無綫電視大獎2015                       |              |
| 2015年 | 博愛歡樂傳萬家2015                         |              |
| 2015年 | Do姐去Shopping                             |              |
| 2015年 | 萬千星輝賀台慶2015                         |              |
| 2015年 | 萬千星輝頒獎典禮2015                       |              |
| 2015年 | 2015年度勁歌金曲頒獎典禮                   |              |
| 2016年 | 國際中華小姐競選2016                       |              |
| 2016年 | Do姐有問題                                 |              |
| 2016年 | 博愛歡樂傳萬家2016                         |              |
| 2016年 | 萬千星輝睇多D                              |              |
| 2016年 | 萬眾同心公益金2016                         |              |
| 2016年 | 香港英雄                                   |              |
| 2016年 | 萬千星輝放暑假                             |              |
| 2016年 | 香港先生選舉2016                           |              |
| 2016年 | 2016年度香港小姐競選                       |              |
| 2016年 | 邵逸夫獎2016頒獎典禮                       |              |
| 2016年 | 星和無綫電視大獎2016                       |              |
| 2016年 | 萬千星輝賀台慶2016                         |              |
| 2016年 | TVB 馬來西亞星光薈萃頒獎典禮2016           |              |
| 2016年 | 萬千星輝頒獎典禮2016                       |              |
| 2016年 | 2017 TVB節目巡禮星光晚宴                   |              |
| 2017年 | 博愛歡樂傳萬家2017                         |              |
| 2017年 | 萬眾同心公益金2017                         |              |
| 2017年 | 群星拱照Big Big Channel                    |              |
| 2017年 | 邵逸夫獎2017頒獎典禮                       |              |
| 2017年 | TVB 50週年華麗轉身 邁步同行                |              |
| 2017年 | 汪明荃50周年世紀盛宴                       |              |
| 2017年 | TVB金禧晚宴暨2018節目巡禮                  |              |
| 2017年 | 萬千星輝賀台慶2017                         |              |
| 2017年 | TVB 馬來西亞星光薈萃頒獎典禮2017           |              |
| 2017年 | Do姐再Shopping                             |              |
| 2018年 | 萬千星輝頒獎典禮2017                       |              |
| 2018年 | 博愛歡樂傳萬家2018                         |              |
| 2018年 | 萬眾同心公益金2018                         |              |
| 2018年 | Do姐有問題（第二輯）                       |              |
| 2018年 | 2018香港小姐競選決賽                       |              |
| 2018年 | 邵逸夫獎2018頒獎典禮                       |              |
| 2018年 | 延禧南巡                                   |              |
| 2018年 | 萬千星輝賀台慶2018                         |              |
| 2018年 | 萬千星輝頒獎典禮2018                       |              |
| 2019年 | 公益金萬眾同心50年                         |              |
| 2019年 | Do姐有問題（第三輯）                       |              |
| 2019年 | 2019香港小姐競選決賽                       |              |
| 2019年 | 邵逸夫獎2019頒獎典禮                       |              |
| 2019年 | 晚間看地球                                 |              |
| 2019年 | 珍惜香港 發放娛樂 TVB 52年                 |              |

| 日期                          | 節目名稱             | 合作藝人                       | 備註     |
| ----------------------------- | -------------------- | ------------------------------ | -------- |
| 2020年8月16日                 | 港姐有問題           | C君、陸永                      |          |
| 2020年8月24日                 | 港姐見工有問題       | 汪明荃、森美、C君、陸永        |          |
| 2020年12月26日                | 衝上雲霄大選         | C君、陸永、陸浩明、林盛斌      |          |
| 2021年6月21日－7月2日         | 識貨                 | 鄭衍峰、孔德賢                 |          |
| 2021年11月1日－11月24日       | 男神廚房             | 王菀之、何廣沛                 |          |
| 2021年12月27日－2022年1月19日 | 識貨2                | 鄭衍峰、孔德賢                 |          |
| 2022年6月25日                 | 脫毒要識DO           |                                |          |
| 2022年7月31日                 | 人生90好楓SHOW       | 崔建邦、鄧梓峰                 |          |
| 2022年8月4日－8月19日         | 樓價有得估           | 周奕瑋、鄭衍峰                 |          |
| 2022年9月18日                 | SHOW出脫毒新作風     | 丁子朗、何依婷                 |          |
| 2022年10月17日－18日          | 答得快 好世界        |                                | 嘉賓主持 |
| 2022年11月3日－11月11日       | 全能司儀選拔大賽2022 | 林盛斌、陸浩明、鄭衍峰、許文軒 |          |
| 2022年12月15日－12月23日      | 樓價有得估2          | 周奕瑋、鄭衍峰                 |          |

#### 佳藝電視
| 首播           | 節目名稱 | 備註 |
| -------------- | -------- | ---- |
| 1975年－1976年 | 這一代   |      |
| 1978年         | 樂韻春風 |      |

#### 台視
| 首播 | 節目名稱   | 備註 |
| ---- | ---------- | ---- |
|      | 歡樂大酒店 |      |
| 1988 | 連環抱     |      |
|      | 就在今夜   |      |

#### HOY TV
| 日期                  | 節目名稱   | 合作藝人                                    | 備註 |
| --------------------- | ---------- | ------------------------------------------- | ---- |
| 2023年9月4日－9月22日 | 去邊啊Do姐 | 林家謙、魏浚笙、洪嘉豪、Tyson Yoshi、應智越 |      |

### 典禮主持
| 日期           | 電視台   | 節目名稱                         | 合作藝人                                                                                       |
| -------------- | -------- | -------------------------------- | ---------------------------------------------------------------------------------------------- |
| 2019年9月8日   | 無綫電視 | 2019年度香港小姐競選             | 陸浩明、麥美恩                                                                                 |
| 2019年9月25日  | 無綫電視 | 2019年度邵逸夫獎頒獎禮           | 高世章                                                                                         |
| 2019年11月19日 | 無綫電視 | 珍惜香港 發放娛樂 TVB 52年       | 汪明荃、陳貝兒、陸浩明、麥美恩、丁子朗、袁文傑、何依婷                                         |
| 2020年1月12日  | 無綫電視 | 萬千星輝頒獎典禮2019             | 麥美恩、丁子朗                                                                                 |
| 2020年8月30日  | 無綫電視 | 2020年度香港小姐競選             | 林溥來、麥美恩、陸浩明                                                                         |
| 2020年11月19日 | 無綫電視 | 萬千星輝賀台慶2020               | 汪明荃、陳貝兒、陸浩明、麥美恩、丁子朗、何依婷、林溥來                                         |
| 2021年1月10日  | 無綫電視 | 萬千星輝頒獎典禮2020             | 陸浩明、馮盈盈                                                                                 |
| 2021年9月12日  | 無綫電視 | 2021年度香港小姐競選             | 錢嘉樂、陳凱琳、丁子朗、周嘉洛                                                                 |
| 2021年11月19日 | 無綫電視 | 萬千星輝賀台慶2021               | 汪明荃、陳百祥、鄧梓峰、黎芷珊、林盛斌、陳貝兒、崔建邦、陸浩明、麥美恩、馮盈盈、丁子朗、宋宛穎 |
| 2022年7月24日  | 無綫電視 | 周年慶典節目巡禮2022             | 麥美恩、陸浩明                                                                                 |
| 2022年7月24日  | 無綫電視 | 香港金曲頒獎典禮 2021/2022       | 崔建邦、李志剛、黃天頤                                                                         |
| 2022年9月25日  | 無綫電視 | 2022年度香港小姐競選             | 曾志偉、陳百祥、鄭丹瑞、陳欣健、錢嘉樂、森 美、崔建邦、麥美恩、陸浩明、馮盈盈、丁子朗、周嘉洛  |
| 2023年5月18日  | 香港電台 | 國泰 2022 年度香港傑出運動員選舉 |                                                                                                |

### 訪問
| 日期    | 訪問藝人 |
| ------- | -------- |
| 2月23日 | 柳樂優彌 |
| 3月16日 | 任時完   |
| 3月16日 | 池昌旭   |
| 5月2日  | Gin Lee  |
| 5月30日 | 張敬軒   |
| 6月6日  | 張馳豪   |
| 6月27日 | 應智越   |
| 6月29日 | 周潤發   |

## 電台節目
| 年份              | 電台名稱   | 節目名稱      | 合作           | 備註                         |
| 主持              | 主持       | 主持          | 主持           | 主持                         |
| ----------------- | ---------- | ------------- | -------------- | ---------------------------- |
| 1983年            | 商業電台   | 時空穿梭3小時 |                | 嘉賓主持                     |
| 1996年－1997年    | 新城電台   | XO三女將      |                |                              |
| 2008年            | 商業電台   | 有誰共鳴      |                | 嘉賓主持                     |
| 2011年9月12日至今 | 商業電台   | 口水多過浪花  | 唐劍康、少爺占 | 2011年9月12日－2016年5月13日 |
| 2011年9月12日至今 | 商業電台   | 口水多過浪花  | 余迪偉、傑朱   | 2016年5月16日至今            |
| 2011年9月12日至今 | 商業電台   | 口水多過浪花  | 麻利亞         | 2016年5月16日－2022年3月6日  |
| 2011年9月12日至今 | 商業電台   | 口水多過浪花  | 余德丞         | 2022年5月2日至今             |
| 嘉賓              |            |               |                |                              |
| 1999年            | 單身女人營 | 商業電台      |                |                              |
| 2008年            | 18樓C座    | 商業電台      |                |                              |

## 參與節目（無綫電視）
1984
- 生力啤香港競飲大賽1984

1987
- 全能司儀選拔大賽大會評判
- 龍鳳呈祥賀台慶1987

1988
- 萬千星輝賀台慶1988

1989
- 動物愛心嘉年華
- 美食午夜場 第5集
- 萬千星輝賀台慶1989

1990
- 情場智多星
- 歡樂今宵6000次

1991
- 三羊啓泰賀新歲
- 鬥戲群星會 第3集
- 萬千星輝賀台慶1991

1992
- 摩登小男人
- 樂韻夜風情
- 萬紫千紅囍迎親
- 娛樂反斗星
- 大話俱樂部

1993
- 開心動物奇觀
- 純美儷影青雲路
- 軟硬製造
- 情場妙女郎
- 香港新婚夫婦競選 '93

1994
- 花弗新世界
- 江山如此多FUN

1995
- 人生交叉點
- 運財智叻星

1996
- 超級無敵獎門人 第6集
- 阿方正傳
- 廣告大贏家 第10集

1997
- 廣告大贏家 第21集
- 香港傳奇
- 公益開心果 第8集

1998
- 1998年度國際華裔小姐競選大會評判
- 電視大贏家
- 公益金開心大賞頭 第11集
- 運財大贏家
- 廉政廿五載光影的見證
- 勁歌金曲
- 天下無敵獎門人第15集,第26集

1999
- 公益金屋開心SHOW 第3集

2000
- 公益開心百萬SHOW 第11集
- 歡樂滿東華2000

2002
- 掌聲的背後
- 絲綢之路（旁白）

2003
- 一廠最美的一夜
- 2003年度香港小姐競選大會評判

2005
- 香港直播 2月28日
- 殘酷一叮 第7集

2006
- 2006年度國際華裔小姐競選大會評判
- 志雲飯局 第2集
- 新聞透視-減肥與排毒

2007
- 好歌來自呂方

2009
- 星星同學會 第22集

2010
- 和味蘇 第1集

2011
- 華麗明星賽 第5/14集

2012
- 玩轉三周1/2 第9集，第15集
- 今日VIP嘉賓
- May姐有請 第22集

2013
- 反斗紅星放暑假 第6集
- 2013年度香港小姐競選準決賽星級選民
- 2013年度香港小姐競選大會星級選民

2014
- 燭光晚餐 第14集
- 2014年度香港小姐競選準決賽星級選民
- 2014年度香港小姐競選大會星級選民

2015
- 2015年度香港小姐競選賽前競技比賽
- 2015年度香港小姐競選領隊

2016
- 嘩鬼上學去之農夫篇 第5集

2017
- 2017香港小姐競選大會評判

2022
- 聲生不息「港樂與我的『葡萄成熟時』」
- 霎時再感動 第一集

## 參與MV
1984
- 《我的心向著妳》賈思樂

2022
- 《越州公路193》郭嘉駿 香港男子組合ERROR成員

## 配音作品

### 電視劇集
| 年份   | 劇名     | 角色   |
| 1983年 | 絲綢之路 | 旁白   |
| 2001年 | 大宅門   | 白文氏 |
| 2007年 | 華麗一族 | 旁白   |

### 電視節目
| 年份   | 節目名     | 角色 |
| 2014年 | 沒女大翻身 | 旁白 |
| 2016年 | 香港英雄   | 旁白 |

### 電影
| 年份   | 劇名                    | 角色     |
| 2012年 | 荒失失奇兵3：歐洲逐隻捉 | 警長杜娃 |
| 2018年 | 無敵破壞王2：打爆互聯網 | 得姐     |

### 遊戲
| 年份   | 劇名       | 角色   |
| 2002年 | 明星三缺一 | 鄭裕玲 |

## 獎項及提名
| 年 份  | 頒獎單位                         | 獎 項                            | 電影/劇集/節目                                                           | 角 色   | 結 果                             |
| 1984年 | 第3屆香港電影金像獎              | 最佳新人獎                       | 《花城》                                                                 | 夏菁    | 獲獎                              |
| 1988年 | 第7屆香港電影金像獎              | 最佳女主角                       | 《神奇兩女俠》                                                           | 梁好逑  | 提名 （最後6強）                  |
| 1988年 | 第25屆金馬獎                     | 最佳女主角                       | 《月亮星星太陽》                                                         | Porsche | 獲獎                              |
| 1989年 | 第8屆香港電影金像獎              | 最佳女主角                       | 《三人世界》                                                             | 朱麗娥  | 提名 （最後5強）                  |
| 1990年 | 第27屆金馬獎                     | 最佳女主角                       | 《表姐，你好嘢！》                                                       | 鄭碩男  | 提名 （最後3強）                  |
| 1991年 | 第10屆香港電影金像獎             | 最佳女主角                       | 《表姐，你好嘢！》                                                       | 鄭碩男  | 獲獎                              |
| 1991年 | 第10屆香港電影金像獎             | 最佳女配角                       | 《蠱惑大律師》                                                           |         | 提名 （最後5強）                  |
| 1992年 | 第11屆香港電影金像獎             | 最佳女主角                       | 《表姐，妳好嘢！續集》                                                   | 鄭碩男  | 提名 （最後5強）                  |
| 2000年 | 萬千星輝賀台慶2000               | 本年度我最喜愛的電視角色         | 《男親女愛》                                                             | 毛小慧  | 獲獎                              |
| 2000年 | 萬千星輝賀台慶2000               | 本年度我最喜愛的女主角           | 《男親女愛》                                                             | 毛小慧  | 獲獎                              |
| 2000年 | 萬千星輝賀台慶2000               | 本年度我最喜愛的拍檔（戲劇組）   | 《男親女愛》                                                             | 毛小慧  | 提名 （最後5強） （拍檔為黃子華） |
| 2000年 | 萬千星輝賀台慶2000               | 本年度我最喜愛的拍檔（非戲劇組） | 《智尊打0比賽》                                                          | /       | 提名 （拍檔為謝天華）             |
| 2000年 | 香港演藝動力大獎                 | 最突出電視女藝員                 | 《男親女愛》                                                             | 毛小慧  | 獲獎                              |
| 2001年 | 香港慧妍雅集                     | 影視界傑出女士                   | 《男親女愛》                                                             | 毛小慧  | 獲獎                              |
| 2003年 | 萬千星輝賀台慶2003               | 本年度我最喜愛的拍檔（非戲劇組） | 《香港做得》（與李克勤、顧紀筠、陳松伶、朱凱婷、胡諾言、黃安琪、伍文生） | 不適用  | 提名                              |
| 2003年 | 萬千星輝賀台慶2003               | 本年度我最喜愛的拍檔（非戲劇組） | 《優質生活派》（與譚小環、顧紀筠、李浩林）                               | 不適用  | 提名                              |
| 2005年 | 萬千星輝賀台慶2005               | 最佳綜藝資訊節目                 | 《百法百眾》                                                             | 不適用  | 提名（最後3強）                   |
| 2005年 | 萬千星輝賀台慶2005               | 最具創意節目                     | 《百法百眾》                                                             | 不適用  | 提名（最後3強）                   |
| 2005年 | 萬千星輝賀台慶2005               | 最佳節目主持                     | 《百法百眾》                                                             | 不適用  | 獲獎                              |
| 2006年 | 萬千星輝頒獎典禮2006             | 最佳節目主持                     | 《百法百眾》                                                             | 不適用  | 提名（最後5強）                   |
| 2007年 | 2007年萬千星輝頒獎典禮           | 最佳節目主持                     | 《再會歡樂今宵》（與汪明荃、崔建邦）                                     | 不適用  | 提名                              |
| 2012年 | 萬千星輝頒獎典禮2012             | 傑出演員大獎                     | 不適用                                                                   | 不適用  | 獲獎                              |
| 2013年 | 萬千星輝頒獎典禮2013             | 最佳綜藝節目                     | 《星夢傳奇》（與崔建邦）                                                 | 不適用  | 提名（最後5強）                   |
| 2013年 | 萬千星輝頒獎典禮2013             | 最佳節目主持                     | 《星夢傳奇》（與崔建邦）                                                 | 不適用  | 提名（最後5強）                   |
| 2013年 | TVB 馬來西亞星光薈萃頒獎典禮2013 | 最喜愛TVB節目主持                | 《星夢傳奇》（與崔建邦）                                                 | 不適用  | 提名（最後5強）                   |
| 2013年 | TVB 馬來西亞星光薈萃頒獎典禮2013 | 最喜愛TVB綜藝節目                | 《星夢傳奇》（與崔建邦）                                                 | 不適用  | 提名（最後5強）                   |
| 2014年 | TVB 馬來西亞星光薈萃頒獎典禮2014 | 最喜愛TVB綜藝節目                | 《沒女大翻身》                                                           | 不適用  | 提名（最後5強）                   |
| 2015年 | SINA 頒獎禮- 微博之星2015        | 微博給力綜藝節目                 | 《Do姐去Shopping》                                                       | 不適用  | 獲獎                              |
| 2015年 | 萬千星輝頒獎典禮2015             | 最佳綜藝及特備節目               | 《Do姐去Shopping》                                                       | 不適用  | 獲獎                              |
| 2015年 | 萬千星輝頒獎典禮2015             | 最佳節目主持                     | 《Do姐去Shopping》                                                       | 不適用  | 提名                              |
| 2016年 | 星和無綫電視大獎2016             | 我最愛TVB綜藝節目                | 《Do姐去Shopping》                                                       | 不適用  | 提名                              |
| 2016年 | 星和無綫電視大獎2016             | 我最愛TVB資訊節目                | 《Do姐有問題》（與農夫）                                                 | 不適用  | 提名                              |
| 2016年 | 星和無綫電視大獎2016             | 我最愛TVB綜藝節目主持人          | 《Do姐有問題》（與農夫）                                                 | 不適用  | 獲獎                              |
| 2016年 | TVB 馬來西亞星光薈萃頒獎典禮2016 | 最喜愛TVB節目主持                | 《Do姐有問題》（與農夫）                                                 | 不適用  | 提名                              |
| 2016年 | TVB 馬來西亞星光薈萃頒獎典禮2016 | 最喜愛TVB綜藝節目                | 《Do姐去Shopping》                                                       | 不適用  | 提名                              |
| 2016年 | TVB 馬來西亞星光薈萃頒獎典禮2016 | 最喜愛TVB資訊節目                | 《Do姐有問題》（與農夫）                                                 | 不適用  | 提名                              |
| 2016年 | 萬千星輝頒獎典禮2016             | 最佳節目主持                     | 《Do姐有問題》（與農夫）                                                 | 不適用  | 獲獎                              |
| 2016年 | 觀眾在民間電視大奬2016           | 民選最佳綜藝資訊節目主持         | 《Do姐有問題》（與農夫）                                                 | 不適用  | 獲獎                              |
| 2017年 | 萬千星輝頒獎典禮2017             | 最佳節目主持                     | 《Do姐再Shopping》                                                       | 不適用  | 獲獎                              |
| 2017年 | 萬千星輝頒獎典禮2017             | 最佳非戲劇節目                   | 《Do姐再Shopping》                                                       | 不適用  | 獲獎                              |
| 2017年 | 香港電視大獎2017                 | 綜藝節目獎                       | 《Do姐再Shopping》                                                       | 不適用  | 獲獎                              |
| 2017年 | 香港電視大獎2017                 | 節目主持人獎                     | 《Do姐再Shopping》                                                       | 不適用  | 獲獎                              |
| 2017年 | 觀眾在民間電視大奬2017           | 民選最佳綜藝資訊節目             | 《Do姐再Shopping》                                                       | 不適用  | 獲獎                              |
| 2017年 | 觀眾在民間電視大奬2017           | 民選最佳綜藝資訊節目主持         | 《Do姐再Shopping》                                                       | 不適用  | 獲獎                              |
| 2018年 | 萬千星輝頒獎典禮2018             | 最佳節目主持                     | 《Do姐有問題（與農夫）》                                                 | 不適用  | 提名                              |
| 2018年 | 萬千星輝頒獎典禮2018             | 最佳非戲劇節目                   | 《Do姐有問題（與農夫）》                                                 | 不適用  | 提名                              |
| 2019年 | 萬千星輝頒獎典禮2019             | 最佳節目主持                     | 《Do姐有問題（與農夫）》                                                 | 不適用  | 提名                              |
| 2019年 | 萬千星輝頒獎典禮2019             | 最佳非戲劇節目                   | 《Do姐有問題（與農夫）》                                                 | 不適用  | 提名                              |
| 2019年 | 萬千星輝頒獎典禮2019             | 最佳非戲劇節目                   | 《晚間看地球（與農夫）》                                                 | 不適用  | 獲獎                              |
| 2019年 | 萬千星輝頒獎典禮2019             | 最受歡迎電視拍檔                 | 《晚間看地球（與農夫）》                                                 | 不適用  | 提名                              |
| 2020年 | 萬千星輝頒獎典禮2020             | 最佳非戲劇節目                   | 《萬千星輝賀台慶》                                                       | 不適用  | 提名                              |
| 2020年 | 萬千星輝頒獎典禮2020             | 最佳非戲劇節目                   | 《Do姐有問題（與農夫）》                                                 | 不適用  | 提名                              |
| 2020年 | 萬千星輝頒獎典禮2020             | 最佳節目主持                     | 《Do姐有問題（與農夫）》                                                 | 不適用  | 提名                              |
| 2020年 | 萬千星輝頒獎典禮2020             | 最受歡迎電視拍檔                 | 《Do姐有問題（與農夫）》                                                 | 不適用  | 提名                              |

## 相關題目
- 無綫電視節目列表

## 外部連結
| 個人帳號 - 鄭裕玲的Instagram帳戶 - 鄭裕玲的新浪微博 - TheDoShow｜YouTube （页面存档备份，存于） | 個人資訊 - 鄭裕玲在互联网电影资料库（IMDb）上的資料（英文） - 鄭裕玲在香港影庫上的簡介 - 鄭裕玲在豆瓣上的资料（简体中文） |